# Subhash Kak
Pour les articles homonymes, voir Kak.
Subhash Kak est un informaticien américain indien, né le 26 mars 1947 à Srinagar, au Cachemire. Il est professeur et a été chef du département des sciences informatiques à l'Université de l'Oklahoma où il a contribué à la cryptologie et aux réseaux de neurones artificiels.
Kak est également connu pour ses publications sur l'histoire de la science, la philosophie des sciences, l'astronomie ancienne, et l'histoire des mathématiques. 
Il est le frère de l'informaticien Avinash Kak.

## Livres
- The Nature of Physical Reality, Peter Lang Pub Inc,   1986,  (ISBN 0-8204-0310-5) 25th Anniversary Edition
- Patanjali and Cognitive Science (1987) Second edition, OSU
- India at Century's End, South Asia Books / Voice of India, (1994)  (ISBN 81-85990-14-X)
- Georg Feuerstein, Subhash Kak, David Frawley, In Search of the Cradle of Civilization, Ill: Quest Books, (1995, 2001)  (ISBN 0-8356-0741-0).
- The Astronomical Code of the Rigveda; Munshiram Manoharlal Publishers Pvt. Ltd (2000),  (ISBN 81-215-0986-6) Third edition, OSU
- Computing Science in Ancient India; Munshiram Manoharlal Publishers Pvt. Ltd (2001)
- The Wishing Tree: The Presence and Promise of India, Munshiram Manoharlal Publishers Pvt. Ltd (2001),  (ISBN 81-215-1032-5)
- The Gods Within: Mind, Consciousness and the Vedic Tradition, Munshiram Manoharlal Publishers Pvt. Ltd (2002)  (ISBN 81-215-1063-5)
- The Asvamedha: The Rite and Its Logic, Motilal Banarsidass Publishers, (2002)   (ISBN 81-208-1877-6)
- "The Prajna Sutra: Aphorisms of Intuition", 2003; DK Printworld, 2007.  (ISBN 81-246-0410-X)
- The Architecture of Knowledge: Quantum Mechanics, Neuroscience, Computers and Consciousness,  Manohar Pubns, 2004,  (ISBN 81-87586-12-5)
- "Recursionism and Reality: Representing and Understanding the World", 2005.
- Advances in Communications and Signal Processing, Springer-Verlag, 1989. (with W.A. Porter).
- Advances in Computing and Control, Springer-Verlag, 1989. (with W.A. Porter and J.L. Aravena).
- Consciousness and the universe : quantum physics, evolution, brain & mind,  Cosmology Science Publishers, 2011. (with Roger Penrose and Stuart Hameroff)  (ISBN 9780982955208),  (ISBN 0982955200)